# Actinauge bocki
Actinauge bocki is een zeeanemonensoort uit de familie Hormathiidae.
Actinauge bocki is voor het eerst wetenschappelijk beschreven door Carlgren in 1943.